# Arnstetten
Arnstetten est un village autrichien de la commune de Eggelsberg dans le district de Braunau am Inn en Haute-Autriche. En 2005, il comptait 42 habitantes.